# Nǀu jezik
Nǀu jezik (ǂkhomani, ng’uki, nghuki; ISO 639-3: ngh), kojsanski jezik kojim govori svega 12 osoba (2005 Crawhall) od 500 etničkih pripadnika plemena ‡Khomani u Južnoafričkoj Republici (1998 Nigel Crawhall, South African San Institute). Govornici su starije dobi i žive na više lokacija u blizini Askhama (Andriesvale, Witdraai) i Upingtona (Kalksloot, Raaswater), u Olifantshoeku i Kangu. Mlađe osobe govore jezikom nama [naq].
Ima nekoliko dijalekata: nǀu, ǀ’auni †, ǁkxau, ǁngǃke (ngǁ-ǀe, ǁng, ǀingǀke)

## Vanjske poveznice
- Ethnologue (14th)
- Ethnologue (15th)